# Work Bitch
"Work Bitch" je pilotní singl americké zpěvačky Britney Spears z jejího osmého studiového alba "Britney Jean". Na singlu se podílela autorsky i Britney. Píseň pomohl napsat i produkovat americký producent a člen skupiny Black Eyed Peas, will.i.am. Work Bitch uniklo na internet již 15. září 2013 a proto se Britney rozhodla udělat oficiální rádiovou premiéru téhož dne. Audio bylo na VEVO nahráno pár minut po rádiové premiéře. Na iTunes byl singl k dostání 16. září 2013. Několik hodin po vydání se singl dostal na první místa na iTunes ve čtyřiceti zemích. V roce 2018 se singl stal platinovým.

## Hudební video
Videoklip k této skladbě se natáčel po dobu tří dnů (8., 9., 10. září 2013). Režisér videa je Ben Mor, který natočil i videoklip k Scream & Shout. Video vyšlo 1. října 2013. Děj se odehrává převážně v poušti, kde Spears s tanečnicemi tančí na tanečním parketu nebo i u bazénu a v moderním domě. V klipu je hodně sexy tance a tanečnic, které Britney i dokonce mlátí bičem.

## Hudební příčky
| Období (2013)          | Max. příčka |
| ---------------------- | ----------- |
| Austrálie              | 22          |
| Rakousko               | 37          |
| Kanada                 | 5           |
| Francie                | 6           |
| Německo                | 36          |
| Irsko                  | 13          |
| Nový Zéland            | 28          |
| Švýcarsko              | 25          |
| Velká Británie         | 7           |
| U.S. Billboard Hot 100 | 12          |